# 林遼太
林 遼太（はやし りょうた、1995年4月10日 - ）は、神奈川県川崎市出身のサッカー選手。ポジションはDF。

## 経歴
6歳の時に2002 FIFAワールドカップで日本がサッカー熱が高まっていた時期でもあり、通っていた幼稚園にサッカーを始める。
小中学校はクラブチームでプレーし、高校は法政大学第二高等学校に進学しサッカー部に所属。
高校卒業後は法政大学スポーツ健康学部スポーツ健康学科に進学し、サッカー部に所属するもほとんどの期間はBチームで過ごした。
卒業後は海外での生活を考えており、カンボジア旅行の傍らアンコールタイガーFCのオーナーに連絡を取り練習に参加。評価を得て契約することになった。
2019年に怪我の影響もあり同クラブを退団。翌年は1年間リハビリに費やした。
2021年にネイヴィー・シー・ホークスFCに移籍。
同年10月に香港流浪足球会に移籍した。

## プレースタイル
176cmと小柄ながらフィジカルの強さに定評があるセンターバックである。